# Greguería
En la literatura en castellà, una greguería és un text breu o aforisme, generalment d'una sola frase, que expressa, de forma aguda i original, pensaments filosòfics, humorístics, pragmàtics, lírics, etc.

## Fundadors
Es considera un gènere inventat per Ramón Gómez de la Serna, encara que Jorge Luis Borges n'atribuïx la invenció al francès Jules Renard i reserva a Gómez de la Serna la invenció del nom. Aquest últim va donar la fórmula: humorisme + metàfora = greguería.
Alguns exemples de greguerías:
- La zeta es un siete que oye misa
- Las bellotas nacen con huevera
- Las golondrinas son los pájaros vestidos de etiqueta

De Jules Renard:
- Amb una dona, l'amistat no pot ser res més que el clar de lluna de l'amor
- Vaig al cor de les dones pel sender més florit i més llarg
- Diem dona a un bell animal sense pelatge i la pell del qual és molt preada